# Homologue (chimie)
Pour les articles homonymes, voir Homologie.

sérine

homosérine

En chimie, un homologue est un composé qui appartient à une série de composés qui ne diffèrent des autres que par le nombre de répétitions d'une unité, comme un pont méthylène  −CH2−, un résidu peptidique, etc.
On peut citer par exemple les grandes familles chimiques (séries homologues) dont les membres ne différent que par le nombre de groupements méthylène :
- alcanes : méthane, éthane, propane, etc.
- alcènes:  éthylène, propène, butène, etc.
- autres familles avec une chaine alkyle : alcools, amines, aldéhydes, etc.

Les homologues sont des cas spéciaux d'analogues structurels. 